# نايف البدر
نايف البدر (10 فبراير 1979 -)، مغني سعودي. قدمه للساحة الفنية الموسيقار سراج عمر، كما كان على رأس من أبدوا اعجابهم بموهبته الشاعر إبراهيم خفاجي وفنان العرب محمد عبده الذي غنى معه دويتو في إحدى الجلسات الخاصة بالإضافة إلى الملحن ناصر الصالح الذي تعاون معه في أغنية إنسان عادي. غنى من ألحان الراحل طلال مداح أغنية دروب الهنا، ومادام معايا القمر، ويآصآحبي .

## الألبومات الرسمية
- حياة العاشقين (2005)
- إنسان عادي (2007)
- ماعاد لي خاطر (2008)
- يعني أخونك (2012)

## أغاني منفردة
(عاشقك) أغنية وطنية بمناسبة العيد الوطني، (سلطان الخير) آغنية بمناسبة عودة ولي العهد السابق (سلطان بن عبد العزيز)، (نجم النجوم)، اعتزال الكابتن حاتم خيمي، (ياللي ناسيني)، (آبغى آزعل)، (أهل الغربية)، (كلنا بخير)، (مانك حره)، (وين أنت يادحيم) من مسلسل سكتم بكتم " حلقة عقوق الوالدين، ( أحلى غرام ).
(زين سويت) من كلمات عوض نفاع ألحان بدر عبد الله.

## أغاني دويتو
- سلم عليا بعينك مع الفنان محمد عبده
- سلمتك بيد الله مع الفنان سعد الفهد
- جانا الهوا مع شمس
- سكه طويله مع عبادي الجوهر